# 盲獣
『盲獣』(もうじゅう)とは、江戸川乱歩の小説である。
博文館の『朝日』に1931年2号から翌年の3月号まで連載された当時の乱歩が量産していた通俗もの作品で、乱歩自身は本作を失敗作としており桃源社版「江戸川乱歩全集」刊行の際に後半の一部を削除している。

## あらすじ
浅草歌劇の踊り子である水木蘭子は、ある日恋人の使いと偽る自動車によってかどわかされ、見知らぬ地下室へと連れ込まれる。その薄暗い地下室で見たのは奇矯なオブジェの林であった。オブジェは女性のありとあらゆる部位をかたどり、色彩は奇妙だが手触りにおいては様々な器材を使った巧妙なもので、腕なら腕、唇なら唇とまとめて無数に並べられている。その地下室の主は蘭子の前に度々現れる「盲目の男」であった。
生まれながらの全盲である彼はそのなぐさみとして「触覚」の世界を見い出し、父の莫大な遺産を使ってそれを満足させる芸術を造らせ続けているという。やがてこの触覚の世界に没頭し、彼と共にこの地下室で暮らすようになる蘭子。しかし、蘭子に飽きはじめた男は、その本性を現し始める。

## 映画

### 1969年版
1969年に大映が制作、配給して公開され、増村保造が監督して脚本(脚色)は白坂依志夫が担当しており原作に比すると翻案に近く中盤以降はほぼ独自な展開である。

#### 出演者
- 蘇父道夫 - 船越英二
- 島アキ - 緑魔子
- 蘇父しの - 千石規子

### 盲獣vs一寸法師
2004年公開の映画。

## 漫画
- 作画：久木田高明。2017年販売、電子書籍のみ。書き下ろし作品。
- 原作沿いながらも原作3人目の被害者、麗子が探偵役となり謎を解き明かす推理作品となっており漫画独自のストーリー展開を辿る。